# Vidisha
Vidisha est une ville de l'État de Madhya Pradesh en Inde, située près de la capitale Bhopal. C'est le chef-lieu du district de Vidisha. Durant l'époque médiévale elle était connue sous le nom de Bhilsa ou Bhelsa. L'ancienne capitale de Besnagar se trouve en périphérie de Vidisha.
L'altitude moyenne de Vidisha est de 424 m.
Lors du recensement de 2011, la population de la ville s'élevait à 155 950 habitants, avec 53,21 % d'hommes.